# Bdelloidea
Bdelloidea – takson w randze gromady lub podgromady w typie wrotków (Rotifera). Znanych jest ponad 450 gatunków. 90% przedstawicieli typu Rotifera znajdywanych w glebie przynależy właśnie do Bdelloidea; oprócz tego żyją one w liściach roślin mięsożernych, wśród bentosu, peryfitonu, ogółem w warstwie litoralu, biofilmu, w żwirowatych strumieniach, w mchu.
Osobniki żyjące w wodzie są przezroczyste, a te żyjące w mchu mogą być żółte, żółtobrązowe, czerwone, brązowe; jest to spowodowane występowaniem karotenów w ich organizmie. Potrafią zapaść w stan anabiozy, podobnie jak czynią to niesporczaki i nicienie, dzięki czemu mogą przetrwać okres braku pożywienia albo wody. Wrotki z tej podgromady tworzą wir za pomocą rzęsek, do którego spływają cząsteczki pokarmu, takiego jak jednokomórkowe glony lub bakterie, również grzyby, a jeden gatunek zjada inne wrotki, w tym innych przedstawicieli tej samej podgromady. Wrotki Bdelloidea rozmnażają się wyłącznie bezpłciowo i nie obserwowano, zarówno u populacji naturalnie występujących, jak i tych hodowanych w laboratoriach, samców. Bdelloidea mają sparowane gonady i rozmnażają się przez obligatoryjną partenogenezę; samice składają jaja, z których wylęgają się kolejne diploidalne samice.
W języku polskim określane są mianem pijawczaków.

## Systematyka i filogenetyka

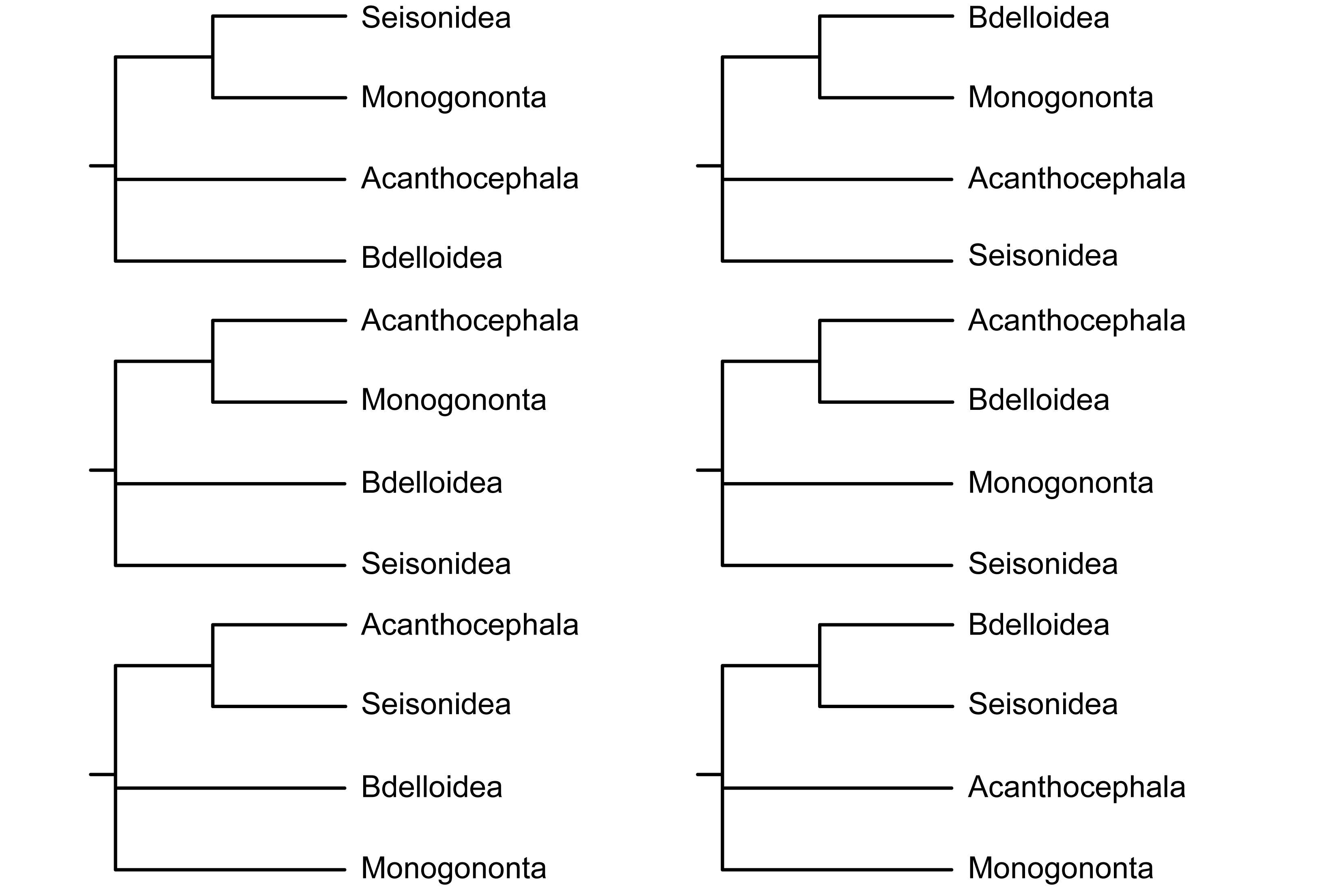
Sześć koncepcji pokrewieństwa Bdelloidea z innymi jednostkami systematycznymi

Takson został po raz pierwszy opisany przez mikrobiologa Charlesa Thomasa Hudsona w 1884 roku. Swą nazwę wziął od pijawek (termin łaciński Bdella), które wrotki te przypominają. Identyczną etymologię ma stosowana w języku polskim nazwa pijawczaki.
Początkowo na podstawie anatomii oraz sposobu poruszania się grupa ta została wyróżniona jako osobna gromada. W części źródeł Bdelloidea uznawana jest za podgromadę usytuowaną w gromadzie Eurotatoria oraz typie wrotków (Rotifera), inni podnoszą jednostkę do rangi gromady, jeszcze inni wyróżniają powyższy typ oraz gromadę, ale Bdelloidea łącznie z Monogononta degradują do rangi rzędu. Podział taki proponował Voigt w 1957 roku i ostał się on do lat 90. XX wieku. Następnie Markevich w roku 1993 utworzył podgromadę Archeorotatoria, do której zaliczył rząd Bdelloidea; jak argumentował, takson ten obejmuje formy prymitywne, które zachowały wiele cech podobnych do tych spotykanych u innych wrotków, ale ich układ wydalniczy jest zbliżony do tego spotykanego u płazińców (Platyhelmintes). W 1998 roku ukuto nazwę Platyzoa, która skupia w swoim obrębie bezkręgowce przynależące właśnie do Platyhelmintes, a także Gastrotricha oraz Gnathifera (a ta z kolei zawiera: kolcogłowy, wrotki i szczękogębe). Nie jest jednak uważana już za ważną wedle ITIS, tożsama z nią jest Spiralia.
Filogeneza pozostała słabo zbadana w przypadku tych bezkręgowców. Badania molekularne, morfologiczne i embriologiczne pokazują, że omawiana grupa bezkręgowców to takson siostrzany wobec kolcogłowów (Acanthocephala), tworząc klad Lemniscea, albo, wedle innych analiz, Bdelloidea są pokrewne Monogononta, tworząc klad Eurotatoria. Wyniki badania z 2008 roku ukazały, że Rotifera z Acanthocephala tworzą klad Syndermata, przy czym Bdelloidea są bliżej spokrewnione z kolcogłowami niż z Monogononta. Sugeruje się, że Monogononta oraz Bdelloidea zajęły początkowo odrębne nisze ekologiczne i że taksony rozwijały się w tym samym tempie, jednakże morfologia Monogononta zmieniała się szybciej, podczas gdy Bdelloidea zachowały wiele prymitywnych cech.
Bdelloidea są mniej zróżnicowaną grupą niż Monogononta – wyróżnia się 4 rodziny w jej obrębie, w tej drugiej rodzin jest 25. Ponadto w obrębie rodzajów i gatunków różnice w morfologii są słabiej widoczne niż ma to miejsce u Monogononta. Bdelloidea mają dwie gonady, a Monogononta tylko jedną. W 1998 roku wykazano monofiletyzm Philodinida i bliskie jego pokrewieństwo z Habrotrochidae, więc w obrębie tego rzędu wyróżnia się również tę rodzinę. Wyróżnia się około 461 gatunków Bdelloidea na świecie zgrupowanych w 18 rodzajach, a systematyka grupy pozostaje niezmieniona od 80 lat. Poniżej zaprezentowany jest podział systematyczny wrotków Bdelloidea:
Rząd: Adinetida (aparat rzęskowy w formie pola położonego po brzusznej stronie ciała)
- Rodzina: Adinetidae Hudson et Goose, 1889 (Bryce, 1910).

Rząd: Philodinavida (aparat rzęskowy ograniczony do podstawowego pola rzęskowego)
- Rodzina: Philodinavidae Harring, 1913.

Rząd: Philodinida (aparat rzęskowy w formie orzęsionych dysków służących do odżywiania się i pływania)
- Rodzina: Philodinidae Bryce, 1910,

- Rodzina: Habrotrochidae Bryce, 1910.

### „Ewolucyjny skandal”
Przez Maynarda Smitha Bdelloidea wielokrotnie są nazywane „ewolucyjnym skandalem”, gdyż nie wyewoluowała u nich płeć. Jest ona najdłużej istniejącą, największą i najbardziej zróżnicowaną grupą wielokomórkowych organizmów, która przetrwała bez występowania u niej płci. Najbardziej nietypową i oczywistą cechą Bdelloidea jest partenogenetyczny rozród.
Około 10% genomu Bdelloidea zajmują geny o pochodzeniu innym niż zwierzęce, które dostały się do niego na drodze horyzontalnego transferu genów. Jest to poziom o rząd wielkości większy niż u innych zwierząt.

### Genetyka
Adineta vaga ma 12 chromosomów o mniej więcej tej samej wielkości i jest ona tetraploidem.

## Budowa

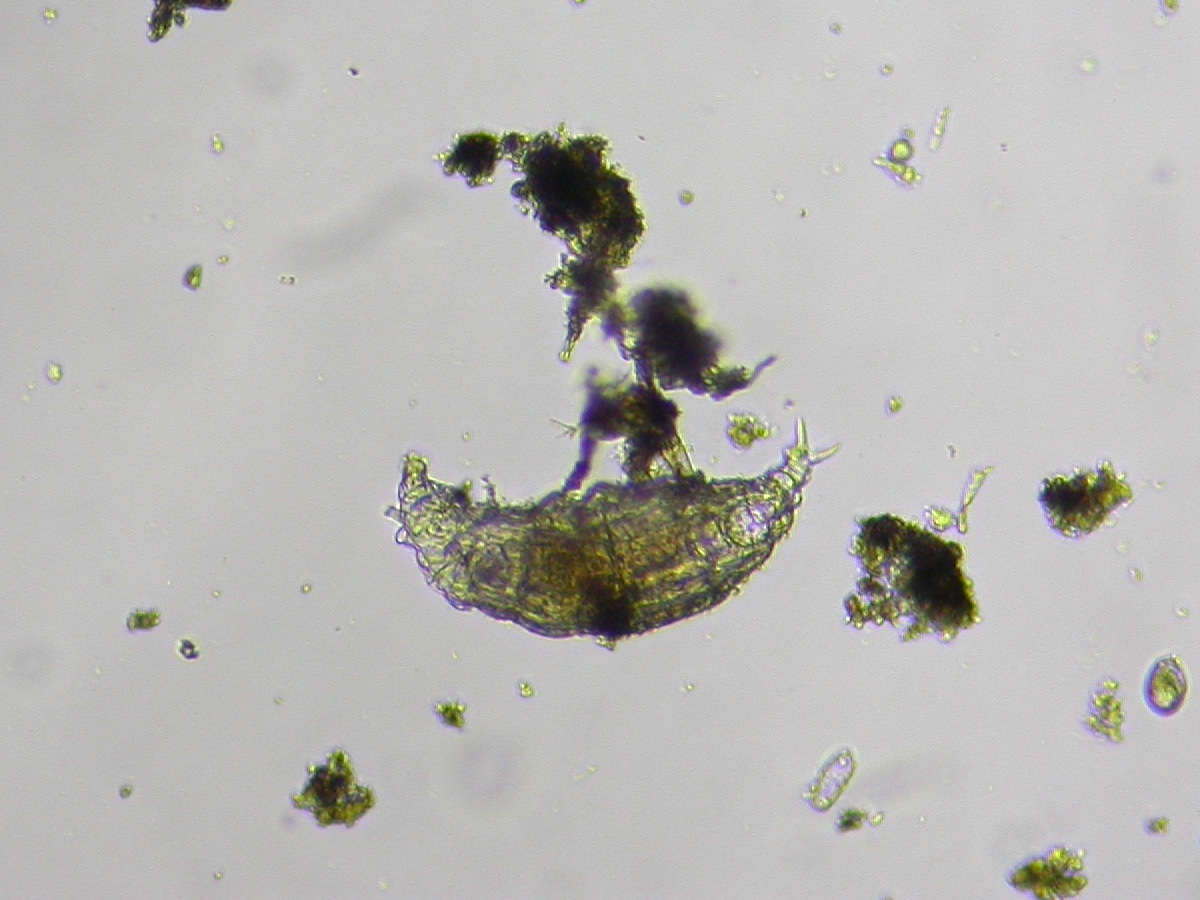
Pełzający wrotek wydobyty z mchu zęboroga purpurowego (Dania)

### Ogólna charakterystyka
Długość ciała waha się od 0,077 mm do 1,5 mm, chociaż inne źródła podają, że Bdelloidea osiągają minimalnie od 160 do 500–600 μm. W ich ciele znajduje się blisko 1000 jąder komórkowych, ale posiadają neurony, wnętrzności i układ rozrodczy.
Wrotki z tej podgromady określane są jako podobne do robaków (worm-like), są podłużne. Całe ciało jest podzielone na pseudosegmenty – zawiera ono od 15 do 18 pseudosegmentów, w tym głowa zbudowana jest z trzech, szyja też z trzech, tułów z sześciu, noga z od trzech do sześciu. Powłoka ciała  jest zbudowana z tkanki nabłonkowej zbudowanej z syncytium, a dodatkowo tenże nabłonek produkuje rodzaj oskórka (kutykula); oskórek jest delikatny, ale wytrzymały oraz odporny na czynniki zewnętrzne i u niektórych gatunków zamieszkujących suchsze środowiska jest on twardy i sztywny, zaś u tych wodnych pozostaje elastyczny. Bdelloidea z suchszych terenów mogą mieć liczne ziarnistości na oskórku oraz wyrostki w formie kolców, włosów, nitek, płetw i ramion – u innych ciało może być obsiane grudkami ziemi lub detrytusu, co nadaje im czarną lub brunatną barwę. Niektóre gatunki Habrotrocha wydzielają przez nabłonek substancję, która krzepnąc tworzy charakterystycznego kształtu schronienie, nazywane muszlą wydzielinową.
Gatunki występujące w wodzie są przezroczyste, ale ciało przedstawicieli żyjących w wysuszonym mchu ubarwione jest  w kolorach od czerwonego do brązowego lub od żółtego do żółtobrązowego; Milne w pracy poświęconej Henoceros falcatus wspomniał, że opisany przez niego wrotek jest modry. Również ciało wysokogórskich, arktycznych i antarktycznych Bdelloidea jest zabarwione. Ubarwienie mchowych wrotków jest związane z występowaniem ziaren karotenów, które przebywają na stałe w ścianach żołądka, w mniejszym stopniu w gonadach i jamie ciała; samice potrzebują karotenu, gdyż jest on transportowany do jaj.
Są to zwierzęta wykazujące eutelię.

### Głowa, układ nerwowy i narządy zmysłu

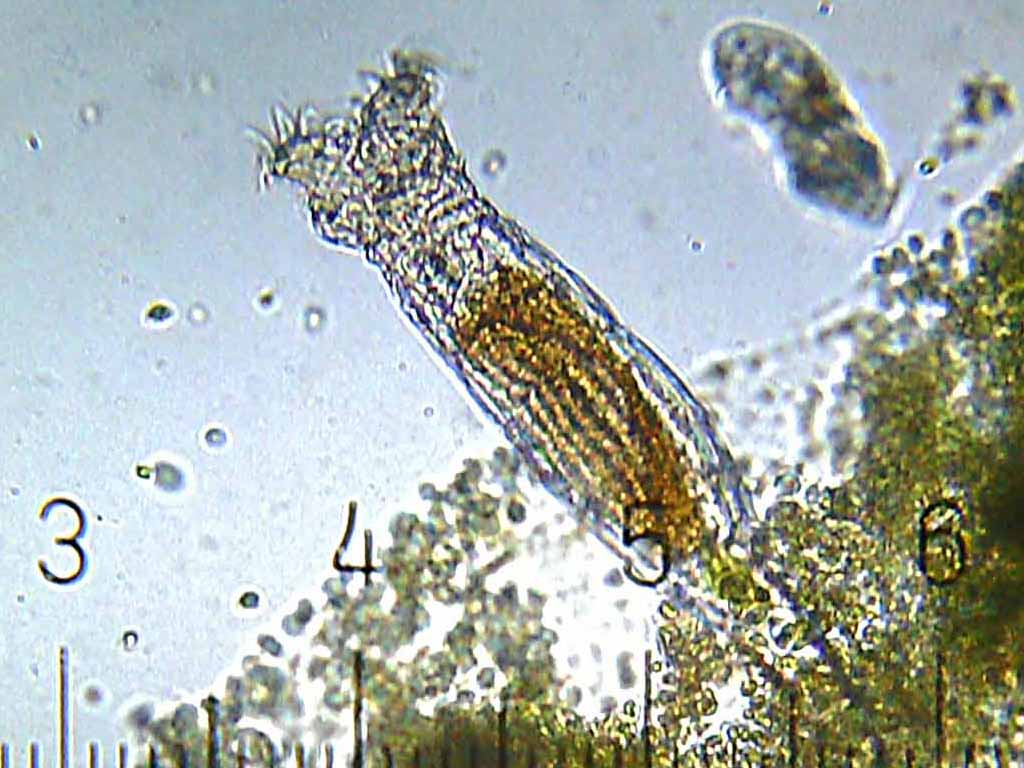
Filtrujący za pomocą rzęsek wrotek Bdelloidea wykonuje ruch drgający o wartości 8–12 Hz

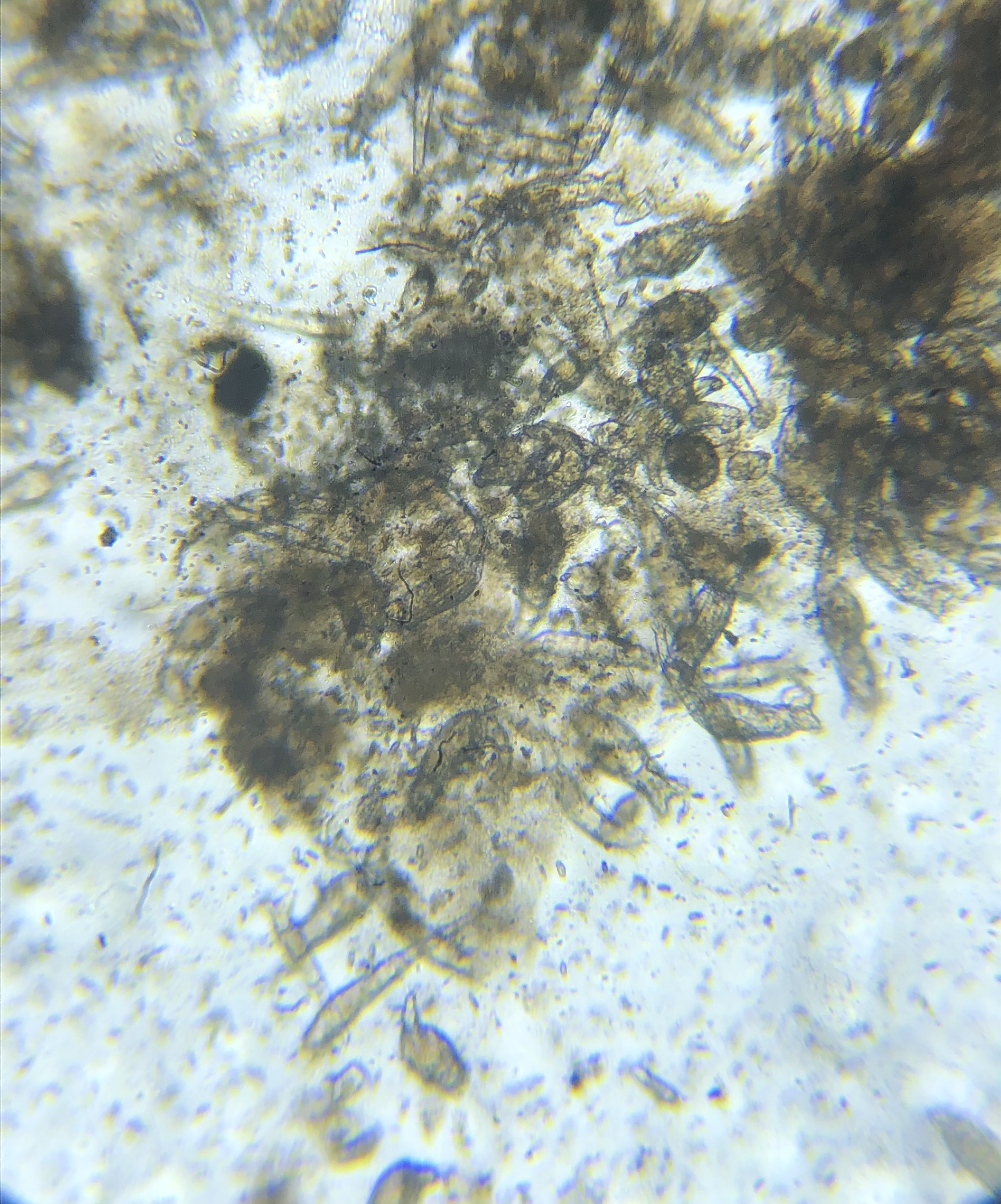
Wrotki Bdelloidea są określane jako podobne do robaków. Ich cechą charakterystyczną jest aparat wrotny.

Głowa składa się z aparatu rzęskowego i rostrum.
Aparat rzęskowy (aparat wrotny zwany również koroną) jest cechą typową wrotków, występuje też u Bdelloidea; U rodzaju Embata aparat wrotny jest szerszy niż cały tułów, a u Habrotrochidae jest on zwykle mniejszy niż głowa i szyja, w przypadku pozostałych taksonów jest on proporcjonalny w stosunku do ciała lub nieco szerszy niż głowa. Rzęski za pomocą swego ruchu mogą kierować cząsteczki pokarmu do otworu gębowego, ale aparat wrotny służy też do lokomocji. Aparat rzęskowy składa się z: dwóch wieńców rzęsek (trochus), wargi dolnej z wieńcem rzęsek (cingulum), „kołnierza” posiadającego wybrzuszenie oraz z wargi górnej. Dwa wieńce rzęsek (zwane trochus) u wszystkich Bdelloidea rozdzielone są wgłębieniem (sulcus); może być ono różnej szerokości u poszczególnych rodzin. Czasami trochus posiada szczecinki czuciowe. Wieńce rzęsek znajdują się na szypułkach.
Mózg pozostaje skryty przez część przełyku; do układu nerwowego przydzielane również są też zwoje nerwowe gardzieli (mastaks), a także nogi oraz pnie nerwowe. U rodzaju Philodina zwój mózgowy przybiera kształt litery X.
Niektóre Bdelloidea posiadają o czerwonej (czerwień w różnych odcieniach) lub czarnej pigmentacji plamki oczne, zwane oczami, które można podzielić na: sparowane oczy mózgowe (leżące na zwoju mózgowym) i złożone z kilku par oczy rostralne (wierzchołkowe; położone wewnątrz rostrum). Mimo to, większa część wrotków Bdelloidea nie posiada plamek ocznych. Taksony z tej podgromady mają też rzęski; można je podzielić na rzęski czuciowe na trochus, rostrum i rzęski na czułku grzbietowym – dodatkowo na rostrum występują dwie rzęski dotykowe.
Ruch drgający rzęsek aparatu wrotnego osiąga częstotliwość 8–12 Hz, w przeciwieństwie do Monogononta, u których ruch drgający rzęsek wynosi 14–27 Hz.

### Reszta ciała
Szyja jest zbudowana z trzech podobnych budową pseudosegmentów, które są węższe od głowy. Kilka gatunków rodzaju Habrotrocha mają na szyi poprzeczne bruzdy, a u jeszcze innych na brzusznej stronie pierwszego pseudosegmentu szyi występują wybrzuszenia tworzące pierścień; na nim umiejscowiony jest także czułek grzbietowy z budowany z 2–4 (rzadko) segmentów, który u poszczególnych gatunków przyjmuje inną wielkość oraz szerokość; na jego czubku znajdują się rzęski czuciowe. Natomiast w pozostałych segmentach szyi ulokowany jest mózg. W 3. pseudosegmencie znajduje się gardziel, która jest dobrze widoczna u wrotków posilających się.
Wszyscy przedstawiciele podgromady mają tułów złożony z 6 pseudosegmentów, pierwszy z nich jest najmniejszy, natomiast segmenty od 2 do 4 są najszersze, a ogółem ten typ segmentów pokryty jest mocniejszym oskórkiem, a u niektórych gatunków tworzy on swego rodzaju półpancerz. Piąty i szósty pseudosegmenty tułowia są zwykle węższe niż trzy poprzednie. Czwarty segment przechodzi stopniowo w piąty lub to przejście jest bardzo gwałtowne i wtedy oba te segmenty są częścią nogi. Na krawędzi grzbietowej części szóstego segmentu usytuowany jest odbyt; 6. pseudosegment z 5. tworzą przyogonie, mogą też tworzyć biodro – razem z nogą mogą być wciągane do głównej części tułowia.
Noga posiada 2–4 palce, gruczoły czepne – są one umiejscowione na ostatnim pseudosegmencie. Do nogi przyczepione są również i ostrogi, które mogą być rozbudowane z innych pseudosegmentów, co tyczy się też palców – u rodzaju Rotaria ostrogi i palce są zbudowane z 2–3 segmentów. Ostrogi różnią się u każdego z gatunków wielkością, kształtem, odstępem między nimi; gatunki Habrotrocha acornis i Mniobia discophora są ich pozbawione. Gruczoły czepne pozwalają przyczepiać się do podłoża.

### Układ rozrodczy oraz wydalniczy
Układ wydalniczy składa się z 2–8 protonefrydiów, które z kolei złożone są z orzęsionych, dużych i płaskich komórek płomykowych. K. płomykowe uchodzą do kanalików, a te do pęcherza, który co jakiś czas wydala swoją zawartość do tylnej części kloaki.
Wrotki Bdelloidea mają 2 gonady, leżące blisko układu pokarmowego, po bokach ciała. Gonadę tworzy jajnik, gruczoł żółtkowy oraz warstwa folikularna – największą część gonady stanowi gruczoł żółtkowy, mający 8 jąder. Jajorodne wrotki mają rozwinięte jajowody, zaś w przypadku Rotaria rotatoria embriony rozwijają się w jamie ciała.

## Występowanie
Tylko jeden gatunek zamieszkuje morza; najwięcej gatunków oraz rodzajów odnaleziono w Palearktyce.
Najsłabiej zbadanymi rejonami pozostają Meksyk, Tanzania oraz Australia, słabo zbadana grupa tych bezkręgowców występuje w Azji. Odkrywane są też nowe gatunki w Europie.
W Polsce stwierdzono 85 gatunków z tej grupy, co stanowi niewielką część znanych z Europy.

## Ekologia

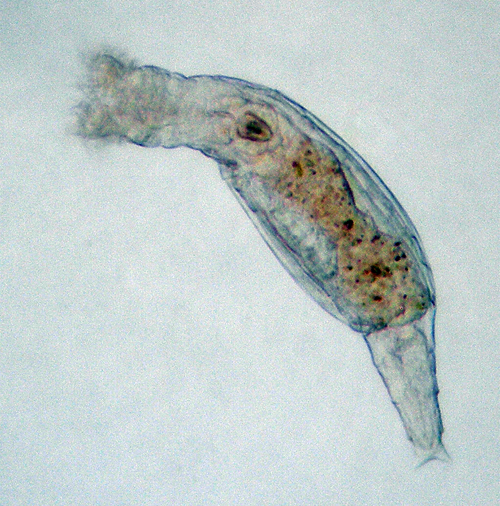
Habrotrocha rosa zamieszkuje wnętrza kielichowatych liści Sarracenia purpurea, rośliny mięsożernej.

### Siedlisko
Są to ekstremofile. Występują w środowiskach morskich, brachicznych, słodkowodnych i lądowych; wyróżnia się zatem wrotki hydrofilne i kserofilne. Znaleźć je można w słodkowodnych jeziorach, stawach, stwierdzono je też w strumieniach o żwirowatym dnie, w mchu, porostach, korze drzew, glebie i wśród detrytusu. Ewolucyjnie, przodkowie tej podgromady wywodzili się z wody, ale opanowały one potem środowiska bardziej suche. 90% przedstawicieli wrotków znajdywanych w glebie przynależą do podgromady Bdelloidea. Występują tutaj, gdy teren jest okresowo zalewany albo gdy jest wilgotno. Zwierzęta te także są spotykane w warstwie bentosu, albo wolno pływają w strefie litoralu – peryfitonu, pleustonu (wśród roślin z rodzaju Salvinia i Pistia) oraz heleoplanktonu, wśród glonów nitkowatych, biofilmu, psammonu, przyczepiają się też do kamieni lub muszli ślimaków. Pawłowski (1984) wśród zgrupowań Lemna i Wolffia znalazł 140 gatunków wrotków, w tym 14 gatunków Bdelloidea. Jeden z gatunków, Habrotrocha rosa jest znany z tego, że żyje w liściach Sarracenia purpurea.

### Sposoby przetrwania
Wrotki jako ogół mogą tworzyć rodzaj cysty, w razie trudnych warunków lub w przypadku braku pożywienia. Potrafią też formować schronienia ze swojego śluzu, do którego przylegają szczątki lub ekskrementy; inne mogą wykorzystywać opuszczone pancerzyki ameb skorupkowych. Wrotkom z podgromady Bdelloidea przypisuje się „szereg niezwykłych cech”, spośród których wymienia się przede wszystkim: zdolność do horyzontalnego transferu genów oraz odporność na wyschnięcie, głód i promieniowanie jonizujące.
Wszystkie wrotki, w tym omawiany takson, potrafi zapaść, podobnie jak nicienie (Nematoda) i niesporczaki (Tardigrada), w stan anabiozy (anhydrobiozy), kiedy to pozbywają się wody z organizmu, mogą to czynić na każdym etapie swojego życia, w odpowiedzi na zmiany w środowisku. Kiedy czynnik przyczyniający się do występowania anabiozy u wrotków zanika, te znowu nawadniają ciało i znów stają się aktywne. Prawdopodobnie przodkowie Bdelloidea także potrafili zapaść w ten stan, jaja również mogą podlegać anhydrobiozie. 
Badacze postawili hipotezę, że niestabilne warunki środowiska są nieodzowne, ażeby ich populacja przetrwała, ponieważ anhydrobioza jest warunkiem lepszego przeżycia. Z reguły u zwierząt i grzybów procesie anabiozy biorą udział polisacharydy, przykładowo trehaloza. U wrotków Bdelloidea nie stwierdzono jednak występowania trehalozy ani genu odpowiadającego za jej syntezę, a za anabiozę mogą odpowiadać białka LEA.

### Odżywianie, ekologia i tryb życia

Pokarmem wrotków są drobne cząstki, jak ukazane powyżej mikroalgi. Tworzą wir za pomocą rzęsek, zgarniając pożywienie.

Wrotki te są konsumentami I rzędu. Bdelloidea za pomocą rzęsek tworzą wir, do którego spływają cząsteczki pokarmu, tj. glony jednokomórkowe lub bakterie, także grzyby. Abrochtha carnivora, opisany naukowo w 2001 roku z Barbadosu jest drapieżcą odżywiającym się innymi wrotkami (w tym innymi Bdelloidea), od czego zyskał swój epitet gatunkowy. Swój pokarm w formie drobnych cząsteczek odfiltrowują, zeskrobują z podłoża lub aktywnie wyłapują. W jednym z badań, dla kultur wrotków z gatunku Philodina roseola przeznaczono łatwo dostępny pokarm, glony z gatunku Raphidocelis subcapitata. Jeszcze w innym badaniu, dobrą pożywką dla Bdelloidea były bakterie, jak i drożdże, co zoptymalizowało wzrost badanych zwierząt. Jednak zauważono, że mimo że osobniki danego gatunku są klonem, a więc są identyczne genetycznie i morfologicznie, mogą mieć odrębne preferencje i wymagania.
Zwierzęta te atakowane są przez pleśnie, padają też ofiarą dużych ameb z taksonu korzenionóżek (Rhizopoda) i orzęsków (Ciliata). Pierwotniaki z gromady sysydlaczków (Suctoria) wysysają ciała martwych wrotków, zostawiając poszczególne części ciała po swojej uczcie, natomiast duże ameby aktywnie chwytają wrotki. Również i niesporczaki mogą zjeść młode okazy. Wrotki te, pełzając po dnie, są trudnym obiektem do upolowania. Bdelloidea żyją też na innych organizmach, jako komensale. Niektóre gatunki mają zdolność wytwarzania środków grzybobójczych o charakterze antybiotyków. Są one podobne do tyrocydyny A, ale na tyle odmienne, że przypuszczalnie geny je kodujące zostały przejęte od bakterii na tyle dawno, że zaszła dość duża ich ewolucja.
Potrafią się rozprzestrzeniać za pomocą wiatru, wody, jak i innych zwierząt. Sposób poruszanie przypomina ten spotykany u pijawek (Hirudinea); pełzają one lub łączą ten typ lokomocji z pływaniem, przy czym inaczej wygląda ten sam wrotek, gdy pożywia się, pływa lub odpoczywa. Każdy wrotek z podgromady Bdelloidea potrafi pełzać, lecz nie każdy potrafi pływać. Adinetidae używają swojej pozbawionej wieńców rzęsek korony tylko do zbierania pokarmu, ponieważ ruch rzęsek korony nie wywołuje u nich kierunkowego ruchu wody. Ciało odpoczywającego wrotka jest w kształcie kulki lub beczułki, ale przykładowo Rotaria neptunia podczas odpoczynku składa swe ciało jak teleskop.

## Rozród

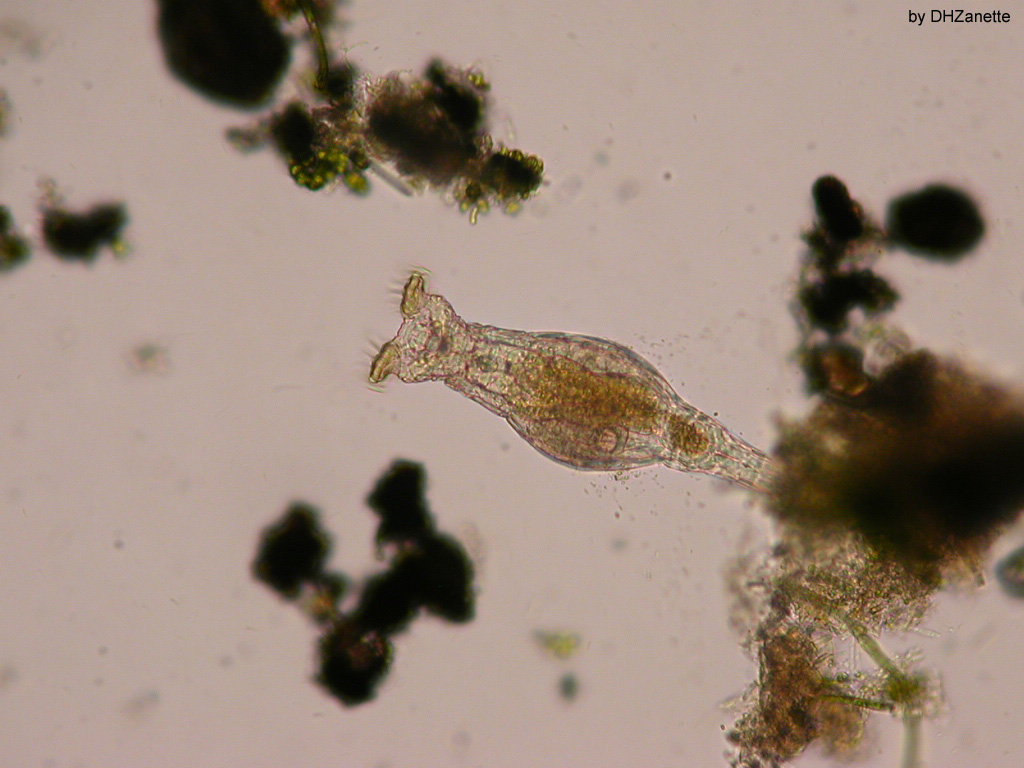
Wrotki z podgromady Bdelloidea są zwierzętami aseksualnymi, rozmnażającymi się za pomocą obligatoryjnej partenogenezy. Gonady pozostają sparowane.

Badania rozrodu u Philodina roseola ujawniły, że organizm ten szybko dorasta. Ponadto, po pierwszym złożeniu jaj, osobnik macierzysty nie przestaje rosnąć, mimo że więcej energii przeznacza on na rozród niż na wzrost.
Już od dawna przypuszczano, że Bdelloidea są zwierzętami aseksualnymi. Tezę tę zasugerowano, gdyż nie obserwowano osobników płci męskiej zarówno u populacji żyjących naturalnie, jak i tych hodowanych w laboratoriach. Dodatkowo, nie zaobserwowano u nich mejozy. Z kolei badania z 2022 roku zdają się sugerować, że zachodzi ona u tych bezkręgowców. Badanie genetycznie przeprowadzone na Adineta vaga wykazało, że organizm ten jest tetraploidem. Obecnie wiadomo, że wrotki Bdelloidea jako jedyni przedstawiciele Metazoa, rozmnażają się poprzez obligatoryjną partenogenezę. Odmienne zdanie mają badania z 2022 roku, które kwestionują aseksualność tych wrotków, a reprodukcja płciowa może występować raz na jakiś czas, podobnie jak ma to miejsce u drożdży Saccharomyces cerevisiae, u których ta może występować raz na 25–50 000 generacji. Przypuszcza się, że przodkowie Bdelloidea, podobnie jak przedstawiciele Monogononta, rozmnażali się głównie partenogenetycznie, ale co jakiś czas pojawiało się pokolenie rozmnażające płciowo, po czym utracili zdolność przemiany pokoleń. Spotyka się u nich podobnie jak u morskich wrotków z gromady Pararotatoria, sparowane gonady. Uważa się, że Bdelloidea przeszły rzeczywistą specjację mimo braku występowania rozmnażania płciowego. U Bdelloidea nie występują mechanizmy usuwania mutacji oraz nie spotyka się u nich tworzenia nowych adaptacji do zmian środowiskowych, co jest jedną z „zalet” w przypadku występowania płci; mimo to, przetrwały miliony lat i z tego względu ewolucjoniści starają się badać środowisko i mechanizmy gatunkowe, aby poznać ich ewolucyjny sukces.  
Karoten jest potrzebny u samic, gdyż jest on później transportowany do jaj. Samice składają diploidalne jaja, przy czym komórki jajowe są produkowane raz przez jedną gonadę, czasem przez tę drugą. Wielkość jaj waha się, nawet w obrębie gatunku – długość jaja Mniobia russeola waha się od 156,1 do 189 μm, w przypadku Habrotrocha constricta od 60,8 do 84,2, u Macrotrachela quadricornifera od 56 do 106,5, a u Henoceros falcatus 60. Wewnętrzna cienka błona jaja pokrywa embrion; jaja są owalne w kształcie, o gładkiej powierzchni lub z wyrostkami, jednocześnie mogą być czasem spłaszczone po stronie brzusznej. Bruzdkowanie, podobnie jak jest to w przypadku innych wrotków, jest całkowite, przeprowadzane nierównomiernie, zbliżone do spiralnego i ściśle zdeterminowane. W przypadku Habrotrocha rosa rozwój od złożenia jaja do wyklucia trwał 31,5 ± 1 godzin. Małe zarodki potrzebują więcej czasu na rozwój w jaju niż ich większe odpowiedniki. Z jaj wylęgają się diploidalne samice.
Philodina roseola w temperaturze 24 °C żyła 42 dni i złożyła 55 jaj, Philodina acuticornis składała średnio 52 jaja przy długości życia 16–22 dni i temperaturze 24 do 27 °C, a Habrotrocha rosa produkowała 30 jaj w ciągu od sześciu do dziewięciu dni; gatunki żyjące w wodzie krócej żyją, są bardziej płodne i szybciej dojrzewają niż te spotykane we mchach.